# Beatrix Balogh
Pour les articles homonymes, voir Balogh.
Beatrix Balogh, née le 12 décembre 1974 à Kaposvár, est une handballeuse internationale hongroise.

## Palmarès

### Club
Compétitions internationales
- vainqueur de la Ligue des champions en 1999
- vainqueur de la Coupe de l'EHF en 1998 et en 2005
- vainqueur de la Supercoupe d'Europe en 1999

Compétitions nationales
- vainqueur du Championnat de Hongrie en 1998, 1999 et 2001
- vainqueur de la Coupe de Hongrie en 1998 et 1999
- vainqueur du Championnat d'Autriche en 2002, 2003 et 2004
- vainqueur de la Coupe d'Autriche en 2002, 2003 et 2004

### Sélection nationale
Jeux olympiques
- médaille d'argent des Jeux olympiques de 2008

Championnat du monde
- médaille de bronze du Championnat du monde 2005

Championnat d'Europe
- médaille d'or du Championnat d'Europe 2000
- médaille de bronze du Championnat d'Europe 1998
- médaille de bronze du Championnat d'Europe 2004

### Distinctions individuelles
- Élue handballeuse hongroise de l'année en 1997
- Élue meilleure ailière droite du Championnat du monde 2001